# Théo Bertrand
Théo Bertrand est un acteur français, né le 29 novembre 1996 à Romans-sur-Isère. Il est connu pour un rôle dans le film La Guerre des boutons et surtout celui de Kévin Bélesta dans la série télévisée Plus belle la vie.

## Biographie
À seulement quatorze ans, Théo Bertrand commence sa carrière d'acteur en jouant le rôle de l'Aztec dans le film long-métrage La Guerre des boutons, sorti en 2011.
Ne pensant pas vivre du métier d'acteur, il passe et obtient un bac professionnel de paysagiste. Puis il vit de petits boulots, tels que carreleur, peintre, homme de ménage, tout en ayant un agent à Paris. En 2014, il rejoint la distribution de Plus belle la vie, où il interprète Kévin Bélesta,. Deux ans plus tard, il fait une apparition dans un épisode de la série Profilage.

## Filmographie

### Cinéma
- 2011 : La Guerre des boutons : l'Aztec
- 2013 : Yul et le Serpent de Gabriel Harel : Dino[6]
- 2015 : Marianne : Julien Hérisson[7]
- 2016 : Le Vautour de Hugo Beltrami : le Vautour
- 2017 : Budapest de Xavier Gens : le stagiaire zélé

### Télévision
- 2014 - 2022 : Plus belle la vie : Kévin Belesta
- 2016 : Profilage : Elliot
- 2018 : La Stagiaire : Romain (saison 3, épisode 8)
- 2018 : Léo Mattéï, brigade des mineurs : Quentin (saison 6, épisode 4)
- 2019 : L'archer noir de Christian Guérinel : Erwan
- 2023 : HPI (saison 3, épisode 3 « Décalage horaire) de Vincent Jamain : Alan

## Théâtre
- 2013 : Le Bal des addictions, création sous la direction d'Alain Djeema (salle Jean-Vilar à Romans-sur-Isère)[8].

## Musique

### Singles
- 2021 : Caliente Vindieu feat. Dj Matafan
- 2022 : Jean Lassalle feat. KAIKOH, Jean Lassalle